# Furcenii Vechi
Furcenii Vechi – wieś w Rumunii, w okręgu Gałacz, w gminie Cosmești. W 2011 roku liczyła 981 mieszkańców.